# جان پرتوی
جان پرتوی (انگلیسی: Jon Pertwee؛ ۷ ژوئیهٔ ۱۹۱۹ – ۲۰ مهٔ ۱۹۹۶) یک هنرپیشه و کمدین اهل بریتانیا بود.
وی بازیگر فیلم‌هایی همچون دکتر هو و بچه‌های آب بوده‌است.